# Agnetina multispinosa
Agnetina multispinosa är en bäcksländeart som först beskrevs av Wu, C.F. 1938.  Agnetina multispinosa ingår i släktet Agnetina och familjen jättebäcksländor. Inga underarter finns listade i Catalogue of Life.